# M-150 貫通力強化型爆弾
M-150 貫通力強化型爆弾 (PAM) (英：M-150 Penetration Augmented Munition (PAM) ) は、アメリカ軍の歩兵用、特に特殊部隊用として開発された携行破壊兵器で、主に橋脚やバンカー壁などの鉄筋コンクリート製の重構造物の破壊に用いられる。主爆薬と、それをコンクリート構造物の内部に貫入させるためのドリリング装置から成り、単純な爆弾というよりは爆破装置と言うべきものである。
小型軽量でありながら、沸騰水型原子炉の建屋の外壁（厚さ約80cm）や、加圧水型原子炉のプレストレスト・コンクリート製格納容器（厚さ約1.3～2m）も容易に破壊可能。

## 主な諸元
外形は、長さ約84cm、直径約20cmの円筒形で（オモチャの伸縮式望遠鏡を大きくしたような外見で、実際伸縮も可能であり、縮めた状態で携行し、使用時に伸ばす）、重量は約19kgであり、歩兵1名で携行可能である。
基本的な構造は、タンデム式成形爆薬によるドリリング部に、破壊用の主爆薬を付加したものである。第1段の成形爆薬の側（伸縮式望遠鏡に例えれば外筒側の端）を、破壊する構造物に密着させてセットし、遠隔で起爆する。起爆されると、まず第1段の成形爆薬が鉄筋を切断しながら構造物に穴を開け、さらに第2段の成形爆薬が穴を広げ、最後に主爆薬（フォロースルー・チャージ ： 内筒の中に格納されている）がその穴の中にロケット推進で侵入し、破壊対象構造物中で爆発する。1.5m×1.8m×4.5mの鉄筋コンクリートの塊を破壊できる。

## 開発者
1990年代（詳細時期不明）に、アメリカ陸軍の委託を受けたアメリカ合衆国の有力軍需企業アライアント・テックシステムズ社が、ローレンス・リバモア国立研究所の協力を得て開発した。